# Вестіментіфери
Вестіментіфери (Vestimentifera) — відкритий клас типу погонофор. Вестіментіфери характеризуються відсутністю кишечника і рота, мають специфічний орган — трофосому, що містить внутрішньоклітинні симбіотичні бактерії. Бактерії окислюють сірководень і використовують отриману енергію для синтезу органічних речовин. Таким чином, вестіментіфери виявляються автотрофними членами біоценозу.

## Загальна характеристика
Перші представники погонофор — ниткоподібні морські черв'яки зі щупальцями, що мешкають в тонких (товщиною в кілька десятих часток міліметра) і довгих (кілька десятків сантиметрів) трубках, були знайдені при глибоководних траленнях в Індійському океані ще в 1914 р.
З другої половини 70-х років почався новий етап у вивченні погонофор, коли в рифтових зонах океану були знайдені представники нової групи погонофор — вестіментіфери.
У рифтових зонах було виявлено багату фауну. На великих глибинах океану, куди ніколи не проникає сонячне світло і де вся фауна харчується рештками відмерлих організмів, падаючих з багатих життям верхніх шарів води, чисельність і біомаса тварин дуже малі. Рифтові зони з їх гарячими вулканічними газами, що містять великі концентрації сірководню, важких металів та інших отруйних для більшості організмів сполук, здавалося, повинні бути долинами смерті серед і так не надто багатих життям морських глибин. Проте перші ж фотографії, зроблені дослідниками через ілюмінатори підводних апаратів, показали велику кількість живих істот у складі цих гідротермальних біоценозів.
На знімках було видно, що схили чорних курців майже до самих вершин покриті товстим шаром бактерій (сплетіння мільярдів бактеріальних клітин утворюють так звані мати), здатних виживати при температурі до 120 оC. На віддалі від гирла курців, там, де температура опускається нижче 30 оC, на уступах курців були видні сплетіння білих трубок гігантських (до 2,5 м) червів з яскраво-червоними щупальцями, а в щілинах сиділи великі (30-40 см) двостулкові молюски. У заростях трубок повзали краби, поруч плавали риби, траплялися восьминоги — словом, життя кипіло.
Таким чином у складі типу Pogonophora виявилися два класи: власне погонофори і вестіментіфери. Перший представник гігантських вестіментіфер з рифтових зон Світового океану — рифтія (Riftia pachyptila) був описаний в 1981 р. американським зоологом М. Джонсом. До тепер відомо близько 15 видів цих тварин.

## Будова
Вестіментіфери — великі організми, довжина яких варіює від 5-7 см до 2,5 м. Тіло вестіментіфер укладено в трубку, матеріал якої (який складається з білка і хітину) виділяється спеціальними шкірними залозами. Трубка відкрита тільки з одного кінця, а іншим прикріплюється до субстрату. Зазвичай трубки вестіментіфер утворюють сплетіння, що складаються з багатьох сотень або навіть тисяч особин, в яких знаходять притулок безліч інших представників фауни гідротермальних оаз. З переднього кінця трубки стирчить яскраво-червоний щупальцевих відділ, який при найменшому неспокої стрімко втягується всередину. Щупальця розташовані в кілька десятків ярусів і підтримуються двома опорними лопатями, несучими на передньому кінці хітинові кришечки, якими вестіментіфери можуть щільно затикати вхід в трубку.
Наступний відділ тіла має бічні вирости — так звані вестіментальні крила, що загинаються на спинну сторону. Назву цих органів (від лат. vestimentum — одяг) було покладено в основу назви класу Vestimentifera. У вестіментальному відділі містяться серце, нирки і мозок, від якого вперед відходять нерви до щупалець, а тому — парні черевні нервові стовбури, що облямовують черевне війчасте поле, добре помітне з поверхні. На задньому кінці вестіментального відділу два черевних нервових стовбури об'єднуються в один. У вестіментіфер є гігантські аксони, діаметр яких досягає 60-100 мкм. Два таких аксони виходять з мозку, огинають черевне війчасте поле і зливаються в один, що йде до заднього кінця тіла. Гігантські аксони служать для швидкого проведення нервового імпульсу від мозку до поздовжньої мускулатури, шляхом скорочення якої тварина втягується в трубку.
Найдовший відділ тіла — тулуб. Він містить масивний орган — трофосому, що складається з великих клітин і добре забезпечений кровоносними судинами. У цьому відділі у вестіментіфер розташовуються статеві залози. Задній кінець тіла вестіментіфер складається з безлічі коротких сегментів з пасками щетинок на кожному з них. Користуючись цими щетинками вестіментіфери заякорюються в трубці.
У вестіментіфер (так само як у погонофор) у дорослому стані немає рота і кишечника. Електронно-мікроскопічні дослідження показали, що великі клітини трофосоми містять безліч вакуолей з бактеріями.
Бактерії вестіментіфер, що мешкають в районах гарячих джерел, належать до групи сірководнеокіслюючих бактерій. Вони окислюють сірководень до сірки й отриману при цьому енергію використовують для фіксації вуглекислоти й синтезу органічних речовин. Цей процес має назву хемосинтезу і характерний для багатьох видів вільноживучих бактерій, що мешкають там, де в навколишньому середовищі багато сірководню і достатньо кисню.
У гідротермальних оазах сірководень надходить з чорних курців, а кисень — шляхом підсосу холодної та багатої на кисень глибинної води, навколишньої зони гідротермальних джерел. Яким чином сірководень і кисень досягають бактерій, що мешкають в трофосомі в глибині тіла? Як виявилося, обидві речовини транспортуються кровоносною системою вестіментіфер. Складна кровоносна система вестіментіфер містить дві системи капілярів: одну в щупальцях, а іншу в трофосомі. Мережа капілярів кровоносної системи проникає безпосередньо всередину клітин трофосоми й при цьому настільки густа, що будь-яку бактерію від найближчого капіляру відокремлює не більше двох інших бактерій. Гемоглобін вестіментіфер з'єднується і з киснем і з сірководнем, при цьому сірководень оборотно зв'язується з білковою частиною молекули, а кисень — з гемом.
Бактерії, захищені всередині організму хазяїна від несприятливих впливів, отримують від нього сірководень і кисень. Внаслідок перетравлення частини бактерій хазяїн отримує органічні речовини, які служать єдиним джерелом живлення вестіментіфер. Таким чином, співжиття хемосинтезуючих бактерій і вестіментіфер є взаємовигідним симбіозом.

## Розвиток вестіментіфер і походження симбіозу з хемосинтезуючими бактеріями
Дослідження яйцеклітин вестіментіфер показали, що бактерій в них немає і, отже, бактеріальні симбіонти від матері до потомства не передаються. Звідки ж беруться бактерії, що живуть в клітинах трофосоми вестіментіфер? Відповідь на це питання вдалося отримати в результаті вивчення личиночного розвитку вестіментіфер. Виявилося, що личинки вестіментіфер мають нормально розвинений рот і кишечник. Протягом декількох діб вони плавають у товщі води за допомогою віночка війок, потім опускаються на субстрат і повзають по поверхні ґрунту. Вони заковтують хемосинтезуючих бактерій із зовнішнього середовища, заражаються ними, після чого рот і анус у молодих вестіментіфер редукуються, а кишечник перетворюється на орган бактеріального харчування — трофосому.
В одній гідротермальній оазі зазвичай виявляється кілька видів вестіментіфер. Аналіз рибосомальних РНК симбіонтів вестіментіфер, що мешкають в одній з добре досліджених гідротермальних оаз, показує, що всередині всіх видів живе один і той же вид бактерій. Цей вид виявляється і в зовнішньому середовищі серед інших 200 видів хемосинтезуючих бактерій. Поки неясно, чи розрізняються види бактерій, здатні вступати в симбіоз у різних гідротермальних оазах.
Личиночний розвиток вестіментіфер і погонофор, ймовірно, рекапітулює (тобто повторює у скороченій формі) певні етапи філогенезу цих тварин. Можна припустити, що предки погонофор і вестіментіфер спочатку просто харчувалися бактеріями (як це роблять зараз багато донних безхребетних), а потім деякі види бактерій, що проникли в цитоплазму клітин кишечника, перетворилися на симбіонтів.

## Ресурси Інтернету
- Вестіментіфери — автотрофні тварини  [Архівовано 11 травня 2013 у Wayback Machine.]

## Виноски
1. ↑  Рифтові зони — це система тріщин, що виникли в ділянках стику літосферних плит, з яких складається верхня мантія Землі. У таких місцях крізь товщу океанічної кори просочуються гарячі гази, що нагрівають воду до температури 300–400 оC (при високому тиску на великих глибинах вода не кипить навіть при температурі в кілька сотень градусів). У цій воді розчинено багато сірководню та сульфідів металів (заліза, цинку, нікелю, міді), які забарвлюють її в чорний колір. Концентрації металів в гарячій воді «чорних курців» (так їх називають через потужні потоки гарячого сульфідного розчину, що нагадують клуби чорного диму) перевищують такі в звичайній морській воді в 100 млн разів. Струмені цього гарячого розчину змішуються з холодною водою придонних шарів океану, охолоджуються, сульфіди випадають в осад і формують особливі конічні споруди висотою кілька десятків метрів.